# Platylister horni
Platylister horni är en skalbaggsart som först beskrevs av Heinrich Bickhardt 1913.  Platylister horni ingår i släktet Platylister och familjen stumpbaggar. Inga underarter finns listade i Catalogue of Life.